# اسپچیا
اسپچیا (به ایتالیایی: Specchia) یک کومونه در ایتالیا است که در استان لچه واقع شده‌است.

## خصوصیات
اسپچیا ۴٬۹۱۲ نفر جمعیت دارد و ۱۳۱ متر بالاتر از سطح دریا واقع شده‌است.

## خواهرخوانده
شهرهای سیگتزنتمیکلوش و اشتاینهایم، وستفالن خواهرخوانده‌های اسپچیا هستند.